# عبدالرحیم کریمی
عبدالرحیم کریمی () وی سیاستمدار اهل افغانستان و در حال حاضر مشاور رئیس جمهوری اسلامی افغانستان در امور مردمی است. او در دولت موقت افغانستان وزیر عدلیه افغانستان از دسامبر ۲۰۰۱ تا اکتبر ۲۰۰۴ بود. بعد از وی سرور دانش  در دولت انتقالی افغانستان این منصب را عهده‌دار شد.